# Eloeophila angustior
Eloeophila angustior là một loài ruồi trong họ Limoniidae. Chúng phân bố ở miền Tân bắc.